# Azteca 7
Azteca 7 è una rete televisiva messicana, proprietà di TV Azteca.
La programmazione di Azteca 7 è principalmente serie per bambini, serie internazionali e film, trasmette eventi sportivi come la NFL, Liga MX, Coppa d'Oro CONCACAF, Coppa del mondo FIFA, Selección Mexicana de Fútbol, Lucha Libre AAA, Pugilato e Giochi Olimpici. Ha una programmazione originale come la serie Lo que la gente cuenta e Lotería del crimen.